# Gaston Barré
Pour les articles homonymes, voir Barré.
Gaston Barré, né le 25 juin 1864 à Cholet (Maine-et-Loire) et mort le 3 novembre 1944 à Cholet, est un industriel français, réparateur et fabricant de bicyclettes, pionnier de l'automobile.

## Biographie
Gaston Ferdinand Barré est le fils de Pierre Barré, né à Montfaucon-sur-Moine en 1813 et de Victorine Eugénie Champeau, née à Cholet en 1824. Marié avec Léonie Vitaline Augustine Loizeau, il épouse en secondes noces Marie Louise Perrier, le 21 novembre 1925 à Paris 17e.

## Activités professionnelles
Pleinement dans la mouvance technologique de son temps : « visionnaire et doté d’un sens particulièrement aigu du commerce, Gaston Barré pressent l’avenir prometteur et surtout plus lucratif de l’automobile ». Installé vers 1888 à Parthenay où il exerce sa profession d'arquebusier, il s'établit à Niort en 1894 comme loueur et fabricant de cycles, dans son atelier de cycles rue Ricard. Il dépose plusieurs brevets pour différents modèles.
Un riche propriétaire terrien de la région niortaise lui offre un million cinq cent mille francs afin qu'il développe son affaire ; c'est grâce à cet investissement qu'il transfère ses activités et se lance dans l'assemblage de véhicules à moteur dans les nouveaux ateliers, 11 avenue de la République puis ultérieurement rue Tartifume et rue de la Boule-d'Or. Il fonde également sa propre auto-école pour proposer à tout acheteur de lui apprendre à conduire et lance ainsi l'un des premiers services après-vente de France.
Après une médaille d'or à l'Exposition universelle de 1900 pour sa voiturette, Gaston Barré présente en 1904 un modèle baptisé Tonneau au Salon de l'auto à Paris. Peu avant guerre, Gaston Barré ouvre aussi un magasin de vente 212 bis boulevard Pereire à Paris où il transfère son siège social qui revient rue Langlois à Niort après la guerre.
Limousines grand luxe, cabriolets ou premiers véhicules utilitaires à moteurs, les voitures Barré acquièrent rapidement la réputation de véhicules d'endurance, de robustesse et fiabilité. Ses voitures remportent plusieurs succès dans le tout nouveau Tour de France automobile avant la Première Guerre mondiale. Elles remportent, en 1912, trois premières places de ce tour de France qui se dispute sur 4 000 km et 13 étapes. Plutôt rallye touristique que course, cette épreuve nécessite de tenir une moyenne sans pénalités ; 40 véhicules obtiennent la première place.
Les automobiles Barré se vendent non seulement en France, mais aussi à l'étranger.

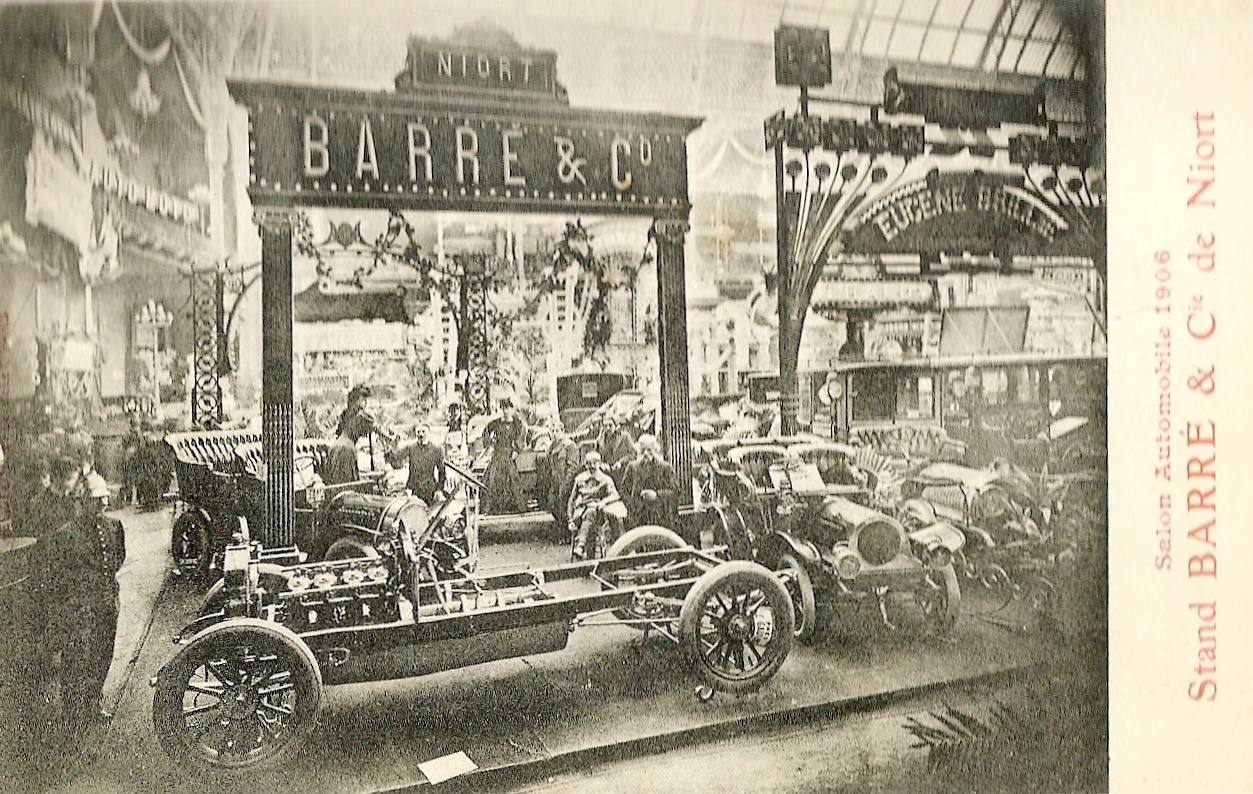
Stand Barré au salon de 1906.

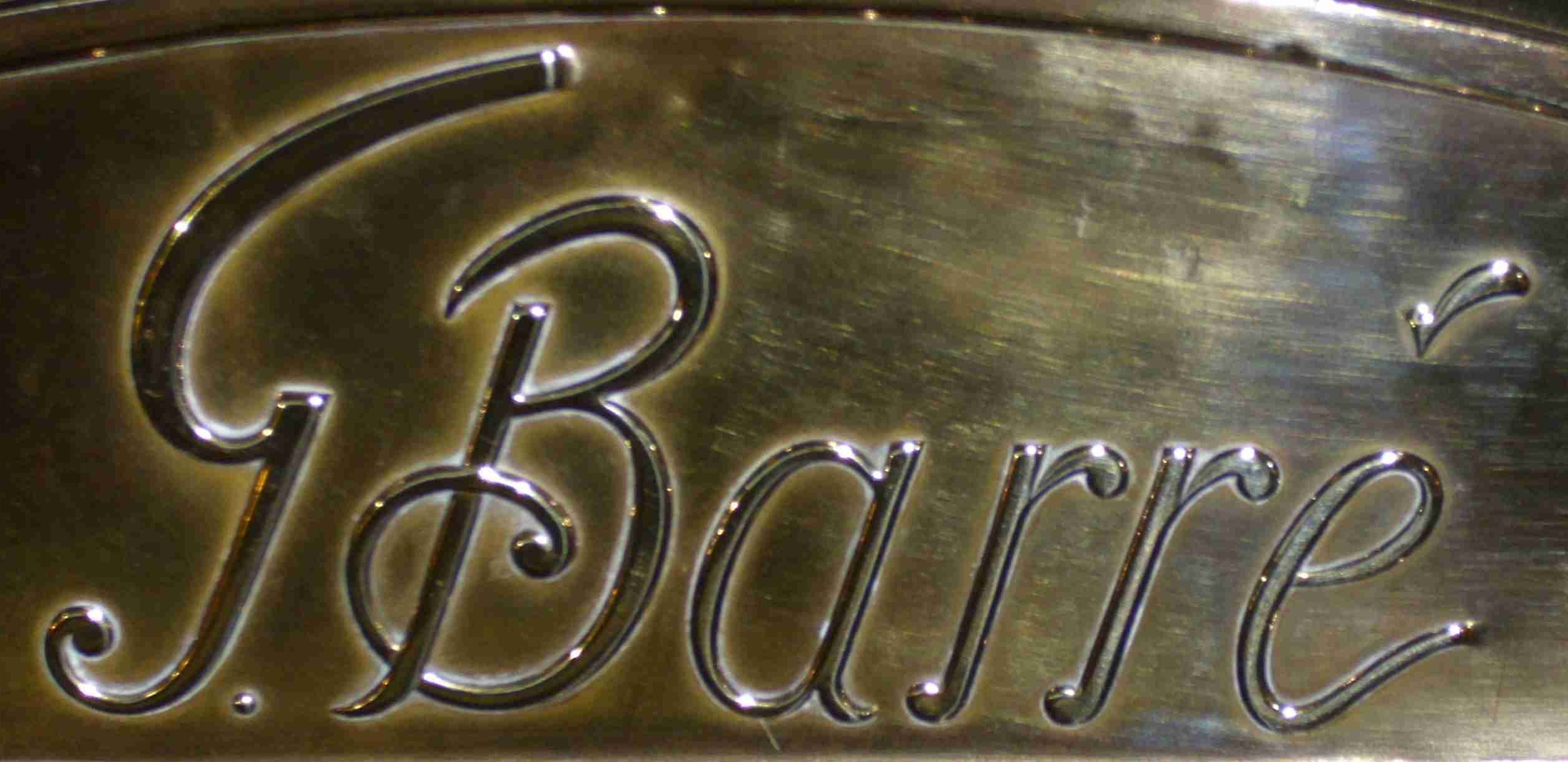
L'emblème de la marque.

Durant la Première Guerre mondiale, l'usine doit se reconvertir dans la production d'obus et de camions militaires. Les commandes de l'armée pendant le conflit vont rapporter énormément d'argent à Gaston Barré.
En 1920, Gaston Barré s'associe avec Maxime Barré, son fils et l'entreprise emploie jusqu'à 250 ouvriers dans les années 1920 produisant un véhicule par jour.
Cependant Gaston Barré rate la révolution de la production de masse initiée par Ford en continuant à produire des automobiles sur mesure et à la commande. Contraint par les premières difficultés financières, Gaston Barré s'associe avec M. Lamberthon, l'un de ses actionnaires. L'usine Barré et Lamberthon, successeurs est transférée 12 rue Tartifume.
Gaston Barré mène grande vie, entre son château du Loiret, une résidence à Monaco et des infidélités conjugales multiples.
À la suite du retrait de l'affaire de M. Lamberthon en 1926, Gaston Barré tente de vendre en 1927 puis abandonne la direction de la désormais Société anonyme des automobiles Barré à son fils Maxime peu apprécié des ouvriers.
Après la crise de 1929, le déclin est irrémédiable et la société est liquidée le 1er mai 1933.
Une voiture Barré, exposée à la Cité de l'automobile de Mulhouse, est protégée au titre des monuments historiques.

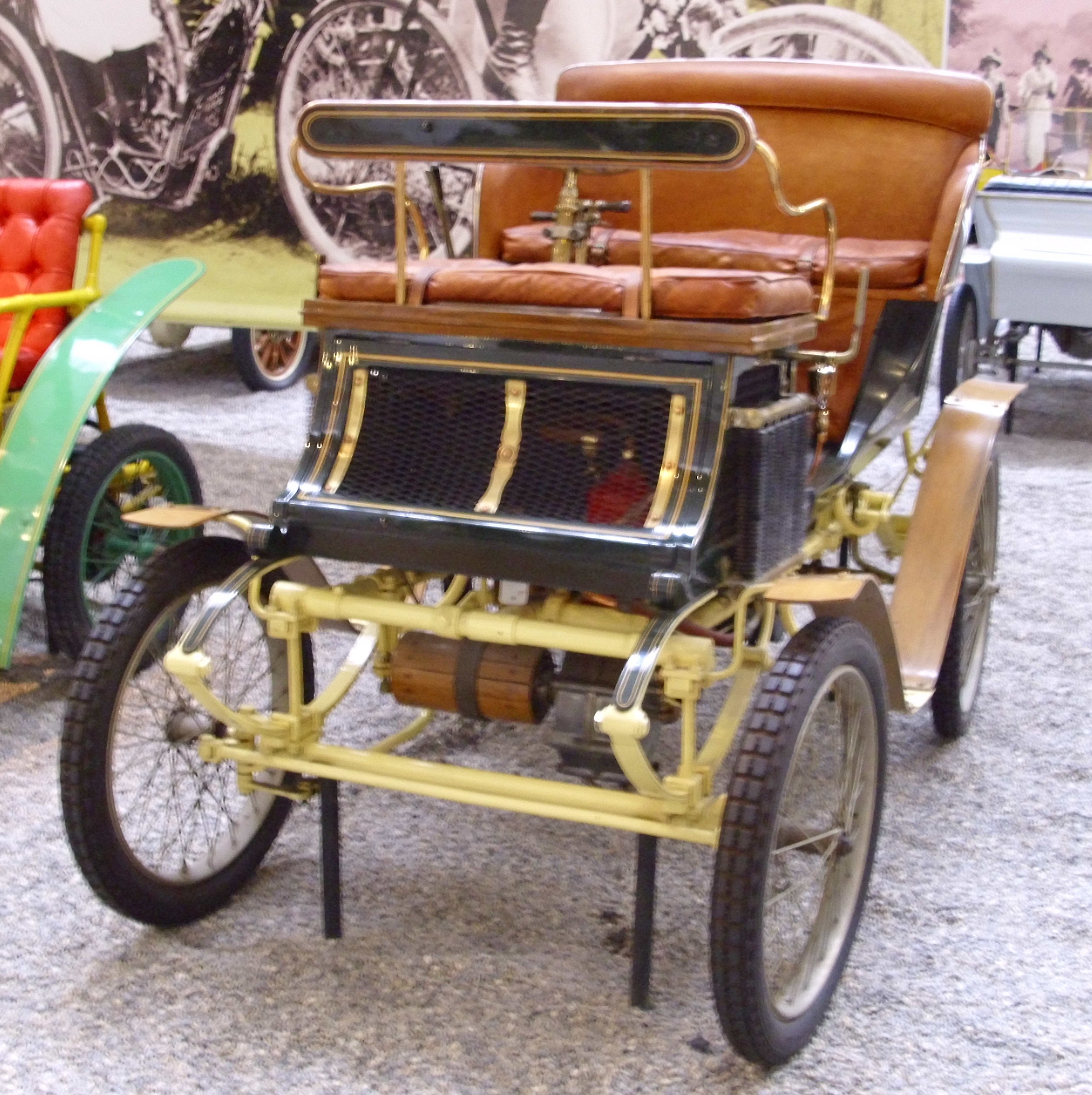
Une automobile Barré de 1900.
Une automobile Barré de 1903.
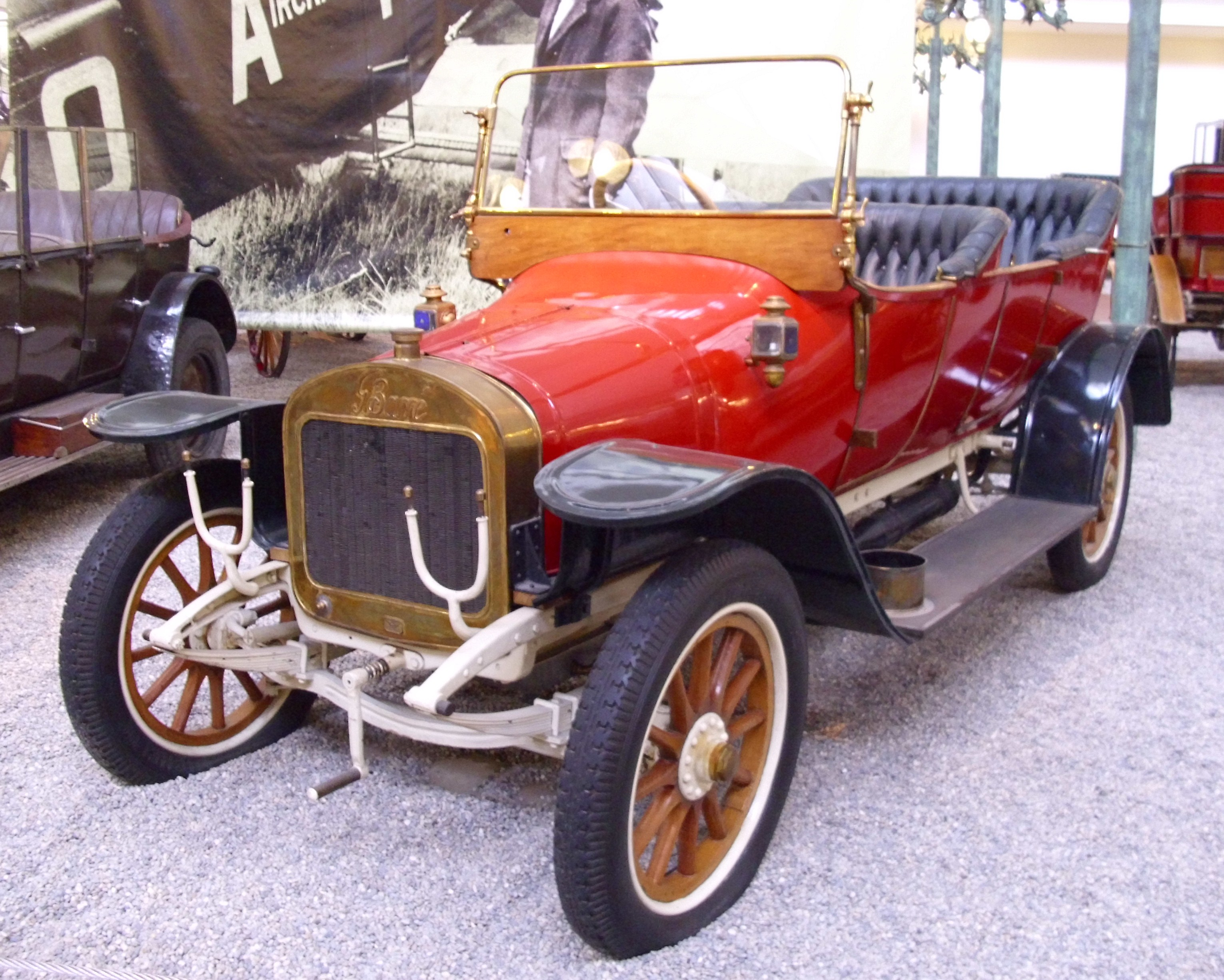
Une automobile Barré de 1912.

## Hommages
Le lycée professionnel Gaston-Barré, à Niort, spécialisé en carrosserie, métiers de l’automobile et de logistique porte son nom,.